# Howard Walter Florey
Howard Walter Florey, Baró Florey OM, PRS (Adelaida, Austràlia 1898 - Oxford, Anglaterra 1968) fou un farmacòleg, patòleg i professor universitari australià guardonat amb el Premi Nobel de Medicina o Fisiologia l'any 1945 per la seva recerca sobre la penicil·lina.

## Biografia
Va néixer el 24 de setembre de 1898 a la ciutat australiana d'Adelaida, situada a l'estat d'Austràlia Meridional. Va estudiar medicina a la Universitat d'Adelaide, on es va graduar el 1921. Es traslladà a Anglaterra per continuar els seus estudis a la Universitat d'Oxford, i el 1927 es doctorà a la Universitat de Cambridge. Fou nomenat professor de patologia a la Universitat de Sheffield l'any 1931, i el 1935 retornà a Oxford.
L'any 1944 fou nomenat Cavaller per part del rei Jordi VI del Regne Unit i el 1965 li fou concedit el títol de "Baró Florey d'Adelaida". L'any 1958 fou nomenat president de la Royal Society de Londres, càrrec que abandonà el 1965. Morí el 21 de febrer de 1968 a la seva residència d'Oxford a conseqüència d'un infart de miocardi.

## Recerca científica
Durant la seva estada a la Universitat d'Oxford fou l'encarregat de dirigir un grup d'investigadors que iniciaren un estudi sobre la penicil·lina, l'activitat antibiòtica de la qual havia estat descoberta per Alexander Fleming deu anys abans. Florey convidà al grup de recerca Ernst Boris Chain, amb el qual aconseguí extreure la penicil·lina dels cultius del fong Penicillium notatum i purificar-la mitjançant mètodes químics, objectiu que ambdós investigadors van assolir l'any 1940.
L'any 1945 fou guardonat amb el Premi Nobel de Medicina o Fisiologia pel descobriment de la penicil·lina i les seves propietats guaridores en malalties infeccioses, premi que compartí amb Alexander Fleming i Ernst Boris Chain.

## Reconeixements
En honor seu s'anomenà l'asteroide (8430) Florey descobert el 25 de desembre de 1997 per Frank B. Zoltowski, i el cràter lunar Florey.